# Szíjártó László
Szíjártó László (Szany, 1958. szeptember 14. – Győr, 2024. július 18.) magyar labdarúgó, hátvéd.

## Pályafutása
1971 és 1973 között a Szanyi Dózsa csapatában kezdte a labdarúgást. 1973-ban került a Rába ETO-hoz. Az élvonalban 1979. június 2-án mutatkozott a Tatabányai Bányász ellen, ahol csapata 2–1-re kikapott. 1979 és 1986 között 104 bajnoki mérkőzésen szerepelt győri színekben és egy gólt szerzett. Két-két alkalommal bajnok és ezüstérmes, egyszer bronzérmes lett a csapattal. Egy alkalommal a magyar kupa győztese lett, egyszer pedig a második helyig jutott. Az utolsó mérkőzésen az Újpesti Dózsával 1–1-es döntetlent ért el a csapata. 1987 és 1989 között az osztrák SK Rum 1965 csapatában szerepelt.

## Sikerei, díjai
- Magyar bajnokság
  - bajnok: 1981–82, 1982–83
  - 2.: 1983–84, 1984–85
  - 3.: 1985–86
- Magyar kupa (MNK)
  - győztes: 1979
  - döntős: 1984